# Club Unión Cartavio
El Club Unión Cartavio o simplemente Unión Cartavio es un club de fútbol peruano de la ciudad de Cartavio, enclavado en el corazón del Valle Chicama, Región La Libertad. Fue fundado en 1918 con el nombre Club Sport Unión Cartavio, actualmente participa en la Copa Perú.
Su razón social es Club Deportivo Social Cultural Unión Cartavio, se encuentra inscrito en los Registros Públicos de Perú con la Partida Electrónica 03143157, RUC 20600972881 y su insignia está registrada en INDECOPI con el certificado 93841.
Sus pilares son la "Unión, Amor, Progreso Físico e Intelectual... Hogar de personas de noble corazón y fe inquebrantable", dicho lema fue acuñado en la revista Clarinada Unionista editada por única vez para la celebración de las Bodas de Plata del Decano del fútbol Cartavino en el año 1943.
Su rival tradicional es el Club Elías Aguirre, fundado en 1922, equipo con quien disputó el Clásico Cartavino y con quien protagonizó épicos encuentros. El clásico se reanudará el año 2020.

## Historia

### Origen del Club
En Cartavio, el 5 de noviembre de 1918, a las 8:30 p. m., se reunieron un grupo de entusiastas jóvenes amantes del deporte, en la casa n.º 15 de la calle "Vicente Delgado", del Sr. Segundo Felipe Díaz y con él: Abraham Vega, Segundo Neyra, Humberto Pérez, Carlos Sánchez Sifuentes, Humberto Abón, Víctor Olguín, Ruperto Luna Victoria, Luís Luna Victoria, Rómulo Arrarte, Telésforo Nureña, Aníbal Reyna Castillo y Néstor Elorreaga.
El Sr. Sánchez, manifestó que el objeto de esta reunión era hacer una realidad las conversaciones ya tenidas con los señores presentes, sobre la Fundación de un Centro Deportivo Social, a fin de tener momentos de expansión, tanto físicos como intelectuales después de las duras horas de labor cotidianas.
Dijo asimismo, que esto evitaría que la juventud gastara sus momentos libres en otras cosas dañinas para su salud, ya que estos serían observados por las nuevas obligaciones que se le crearían en la Institución por formar, que esto lograría asimismo hombres mejor preparados tanto física como intelectualmente llenando de esta manera con mayores aptitudes sus necesidades de él y sus familiares en la diaria lucha por la vida.
Después de algunas exposiciones e intervenciones de los asistentes quienes coincidieron en el deseo de formar una institución con los presentes y un equipo de fútbol que practique conforme a las reglas y así poder terciar con los pocos equipos similares existentes en ese entonces en la provincia. Después de una brillante intervención del Sr. Carlos Sánchez Sifuentes en la que hizo resaltar la gran importancia que tenía formar una institución deportiva y estar todos los presentes conformes, se prometieron todos los asistentes propagarla con el fin de atraer más socios. A continuación el Sr. Abraham Vega pidió que se designe el nombre que llevaría la naciente institución, después de deliberar sobre varias opiniones, triunfó la del Sr. Carlos Sánchez Sifuentes del Club Sport “Unión Cartavio”; de inmediato se acordó darle forma nombrando la Junta Directiva, la misma que quedó constituida por los siguientes señores:

### La Primera Directiva
| Nombre                   | Periodo           |
| ------------------------ | ----------------- |
| Carlos Sánchez Sifuentes | Presidente        |
| Segundo Díaz             | Vicepresidente    |
| Humberto Abón            | Secretario        |
| Humberto Pérez           | Pro Secretario    |
| Rómulo Arrarte           | Fiscal            |
| Abraham Vega             | Capitán General   |
| Aníbal Reyna Castillo    | Capitán de Cancha |

Los demás señores quedaron como vocales.
Como primera actividad fue formar el equipo de fútbol, el mismo que fue constituido por siguientes señores: Carlos Sánchez Sifuentes, Pedro Córdova, Néstor Elorreaga, Manuel Gutiérrez, Aníbal Reyna Castillo, Emiliano Wong, Víctor Olguín, José Siche, Víctor Farfán Castañeda, Luís Luna Victoria, Manuel Casas, Julio Elorreaga y Manuel Neyra.
Desde entonces a base de trabajo constante sacrificio, abnegación, unión y cariño se ha llegado a desarrollar y mantener el progreso físico, deportivo e intelectual hasta nuestros días.
Muchas glorias encierra esta Decana Institución desde que la fundaron. Ha sido una ecuación cuyo resultado es el éxito y progreso constituyendo el alma mater para la gran familia unionista.

### En Copa Perú
En 1975, tras vencer a Universitario de Chepén, ganó la serie departamental de subcampeones y clasificó a la Etapa Departamental de La Libertad. Allí terminó en tercer lugar detrás de Atlético Chalaco de Casa Grande y Alianza San José.
En 1977 llegó a la final provincial perdiendo por penales ante Sanjuanista de Trujillo. Desde ese año hasta 1981, fue pentacampeón de la liga distrital de Santiago de Cao.
En 2001 fue campeón distrital de la Liga de Santiago de Cao y campeón de la Liga Provincial de Ascope. Participó en la zona costa de la Etapa Departamental donde no pudo alcanzar el cupo a la final (obtenido por la Universidad César Vallejo) y quedó eliminado.

## Uniforme
- Uniforme titular Los colores distintivos del Club Unión Cartavio desde su fundación son el vivo rojo y amarillo. El diseño de su camiseta se distingue por sus franjas verticales en rojo y amarillo, pantalón rojo o blanco, medias rojas, o amarillas con borde superior en rojo.

## Presidentes
El “Unión Cartavio” y sus Presidentes en el transcurso de sus 25 años de vida institucional.
| Nombre                   | Periodo   |
| ------------------------ | --------- |
| Carlos Sánchez Sifuentes | 1918-1926 |
| Enrique Sheen            | 1927      |
| Héctor Lizarzaburu       | 1928      |
| Eduardo Cook             | 1929      |
| Juan Moya                | 1930      |
| Aníbal Reyna Castillo    | 1931-1933 |
| Humberto Cáceda          | 1934      |
| Ariosto Gutiérrez        | 1935      |
| Jorge Ulloa              | 1936      |
| Jesús Gutiérrez Terrones | 1937-1940 |
| Estauromiro Baca Ortiz   | 1941-1943 |

## Palmarés[5]
- Su primer trofeo fue un futbolista de bronce de 40 cm de alto ganado al San Juanista en el año 1919.
- Posee además una Bola de Plata de 24 cm de diámetro, donada por Mr. Frank Smith y luchada durante 8 años consecutivos desde 1921 a 1928.
- Una Copa de Plata, repujada e incrustaciones de piedras preciosas, de 56 cm de alto sin base de madera, donada por Don Carlos Larco H. y disputada al Santa Rosa en el III Centenario del Colegio Seminario el año 1924.
- Copa de Plata de 60 cm de alto, con coronación de un futbolista de plata maciza, donada por la Colonia Japonesa de esta Hacienda y ganada en un campeonato local.
- Copa de Plata de 53 cm de alto con coronación de un futbolista de plata maciza, ganada al General Varela de la Hacienda Facalá.
- Copa de Plata, de 40 cm de alto ganada al Alfonso Ugarte de Chiclín el año 1926.
- Además 17 copas de 30 y 40 cm disputadas en partidos de fútbol, básquet, ping-pong, en campeonatos locales y frente al Atlético Ascopano, 7 de Junio, Calavera, Unión Trujillo, etc. Premios presentación, varios relojes, placas de bronce, medallas de plata y un sinnúmero de Menciones Honoríficas.

Desde 1977 a 1981, pentacampeón de la liga distrital de Santiago de Cao, Copa Perú.
Campeón de la Liga de Santiago de Cao, Copa Perú 1987.
Campeón distrital de la Liga de Santiago de Cao y campeón de la Liga Provincial de Ascope, Copa Perú 2001.

### Torneos regionales
- Liga Provincial de Ascope: 2001.
- Liga Distrital de Santiago de Cao: 1977, 1978, 1979, 1980, 1981, 1987, 2001.
- Subcampeón de Liga Provincial de Trujillo: 1977.
- Subcampeón de Liga Distrital de Santiago de Cao: 1975, 2025.

### Bandera

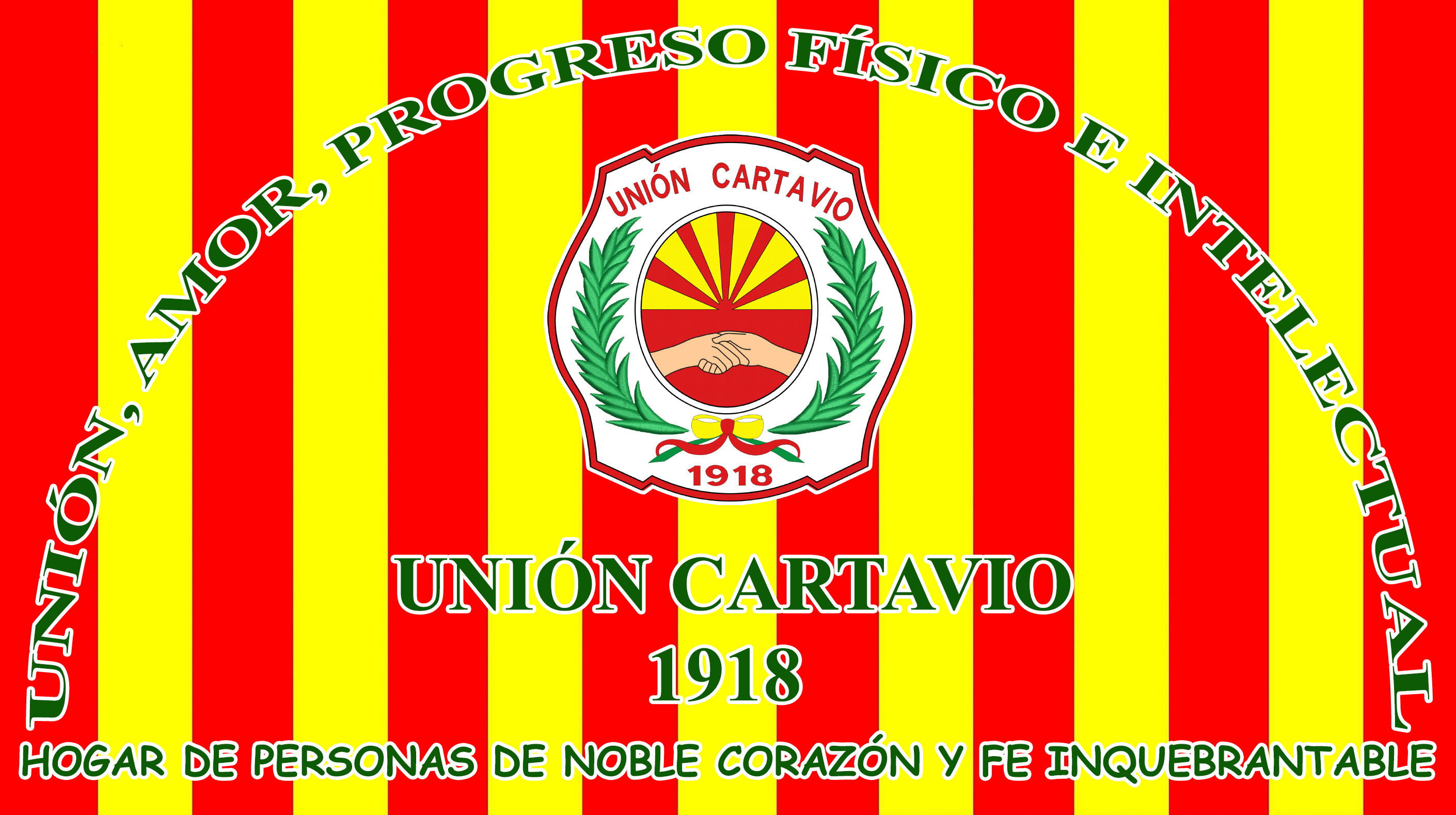
Bandera del Club Unión Cartavio, colores rojo y amarillo en franjas, insignia al centro, pilares institucionales con letras en fondo verde como los campos de caña y en homenaje a la desaparecida selección de fútbol de Cartavio el Sport Cartavio.

## Símbolos

### Escudo
Las dos manos estrechándose fuertemente, tiene un hondo significado: FE, que nace del alma; ACCIÓN, del cerebro para realizar la obra y UNIÓN, que da la fuerza y engrandece dicha obra.

## Sede
El Club cuenta con Local Institucional propio ubicado en jirón Octavio Espinoza N° 1, en la ciudad de Cartavio. Su estadio se encuentra al ingreso de la ciudad en jirón Real, manzana G, lote 1, sector 5.

## Deportistas destacados
Un sinnúmero de valores en el deporte han militado en el seno del Unión Cartavio y aún quedan algunas para consuelo y que siguen alentando a su Institución con su presencia y con sus mejores anhelos desde donde se encuentran; así tenemos: Aníbal Reyna Castillo, José Siche, Oswaldo Gonzales, Víctor Farfán Castañeda, Manuel Gutiérrez, Alfredo Palza Liendo, Segundo Mercado, Rómulo Cantera Iparraguirre, Elva Vera Bernazzi de Pineda y muchos otros a quienes añoramos y rendimos homenaje en toda circunstancia.